# Victoria Sendón de León
Victoria Sendón de León (Alicante, 1942) es una filósofa, activista feminista y escritora española.  

## Biografía
Nació en Alicante donde residían sus padres en 1942. Su madre era de Bilbao y su padre de Santiago de Compostela. Creció y estudió en Madrid licenciándose en Filosofía en la Universidad Complutense. En 2015 se doctoró en la Universidad de Sevilla con la tesis Una civilización de referencia y su crisis sistémica.
Entre los años 60 y 70 se dedicó a la docencia como profesora agregada de filosofía en diversos institutos de enseñanza media de Madrid y Cataluña, trabajo que compatibilizó con sus escritos.
Desde el activismo, en 1974 se incorporó al grupo Mujeres Universitarias y poco tiempo después participó como iniciadora del Seminario Colectivo Feminista junto a Cristina Alberdi, Paloma Saavedra, Marisa Goñi y Carmen Sarmiento. 
También fue colaboradora de la revista Vindicación, fundada por Lidia Falcón y a principios de los 80 en Barcelona de la revista Dones en lluita incorporándose al movimiento feminista de la ciudad. 
En 1981 publicó su primer libro: Sobre, diosas, amazonas y vestales utopías para un feminismo radical.
En 1982 trasladó su residencia a Bilbao y centró su dedicación profesional como guionista y realizadora de medios audiovisuales durante más de una década. Colaboró con el Instituto de la Mujer en programas de coeducación y en Televisión Española donde fue guionista del programa "La España Herética" a partir del libro del mismo nombre que publicó en 1986.
En 1992 dirigió y guionizó la serie El mundo que viene sobre la situación de las mujeres en Andalucía para Canal Sur a instancias del Instituto Andaluz de la Mujer dirigido por Carmen Olmedo.
También en los 90 formó parte de la asociación feminista Ágora. Fruto de las reflexiones del grupo en 1994 publicaron el libro colectivo Feminismo holístico: de la realidad a lo real.  En este periodo Sendón realiza con frecuencia viajes a América Latina donde participa en seminarios y dicta conferencias, especialmente en México, Argentina, Chile y Colombia.
Las reflexiones elaboradas en este periodo son publicadas en los libros Marcar las diferencias (2002) y Mujeres en la era global (2003) respectivamente.
Sendón fue pionera en el feminismo español en la utilización de Internet como espacio de comunicación. Desde su creación en 1997 fue habitual colaboradora del espacio feminista digital Mujeres en Red donde en el año 2000 publicó el original electrónico de uno de sus textos históricos "¿Qué es el feminismo de la diferencia? (Una visión muy personal)" En 2005 creó su propio blog "Casandra" en el que publicó hasta 2014 de manera periódica reflexiones sobre la actualidad desde una mirada feminista y de crítica social.
En 2006 creó la Fundación Matria que ella misma presidió y que definió como una organización humanista feminista, laicista, ecofeminista y bajo una perspectiva integradora. En el mismo año publicó Matria: el horizonte de lo posible.

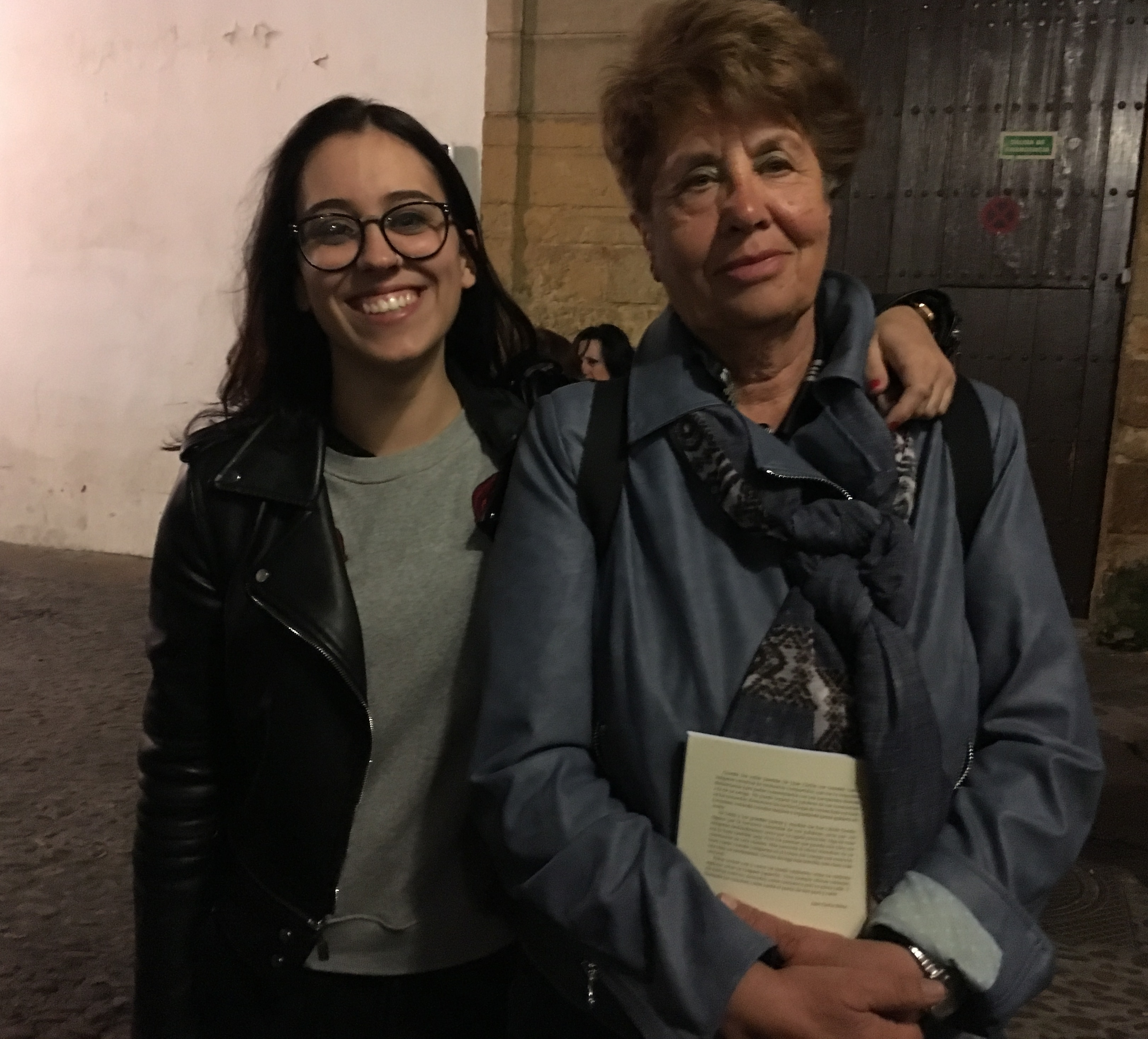
Lara Alcázar, activista de Femen y la filósofa Victoria Sendón. Feminario Córdoba 2016

Destacada en su trayectoria de pensamiento y activismo por su transgresión y su apuesta por la ruptura con el pensamiento estereotipado en febrero de 2014 aceptó posar para una revista a modo de supuesta activista Femen mostrando sus senos en un reportaje sobre nuevos feminismos. "Sin silicona, sin bótox, sin abdominales, con cicatrices y marcada por la inevitable acción de la ley de la gravedad. ¡Qué patético! Pero no, ¡qué va! A mi edad me importa un bledo todo eso y valoro mucho más el gozo de haber llegado hasta aquí con el mismo espíritu joven de antaño y asumiendo que soy mortal, como el Sócrates del silogismo. ¡Albricias! (...) ser una Femen más no significa únicamente ser hembra, simbólicamente femenina y mujer, sino –y sobre todo– seguir siendo radicalmente feminista en su versión amazónica. La reevolución llama a las puertas del presente." escribió en el texto que acompañaba la fotografía.
De 2017 a 2019 fue miembro del "Círculo Transparentes" de Podemos formado por mujeres mayores de 50 años que querían hacerse visibles tanto dentro como fuera de Podemos. En febrero de 2017 se presentó como candidata a representante de los Círculos sectoriales en el Consejo Ciudadano de Podemos.

## Feminismo integral
Considerada en los inicios de su pensamiento feminista como una de las representantes en España del feminismo de la diferencia, a finales de 2008 considera que "hablar de la diferencia sexual resulta baladí".

Respecto del feminismo de la diferencia, no me refiero al del grupo italiano de la Librería de la Donna (Milán) –hablar de la diferencia sexual resulta baladí–, sino a la diferencia como valor en sí mismo. Defiendo la diferencia por su cualidad y como deconstrucción de un igualitarismo que no se cuestiona el modelo de mundo ya que ser iguales en un modelo de mundo que no nos convence carece de significado. Igualdad de oportunidades en este mundo patriarcal es una igualdad muy limitada, muy sesgada.
Victoria Sendón de León. Berdintasuna, 2008

En relación con el feminismo de la igualdad considera que éste atiende parcelas necesarias para el avance democrático pero que una "reevolución" va más allá de la igualdad.
Sendón evoluciona en su pensamiento hacia lo que denomina "feminismo integral u holístico". 

### Matria
Frente a la contraposición de patria relacionada con estados y conceptos fundados por el patriarcado, que -considera- sólo han servido de confrontación interpersonal e interterritorial Sendón reivindica la matria.

## Obras
- Aborto / Cristina Alberdi, Victoria Sendon de León (1977) - Barcelona: Bruguera
- Sobre, diosas, amazonas y vestales utopías para un feminismo radical (1981) Madrid: Zero
- La España herética (1986) Editorial Icaria
- Más allá de Ítaca. Sobre complicidades y conjuras (1988) Editorial Icaria
- Agenda Pagana (1991) Editorial Horas y horas
- Feminismo holístico: de la realidad a lo real (1994) Cuadernos de Ágora. Editorial Icaria
- ¿Qué es el feminismo de la diferencia? (Una visión muy personal)" (2000) Mujeres en Red (formato electrónico)
- Marcar las diferencias: discursos feministas ante un nuevo siglo (2002) Editorial Icaria
- Mujeres en la era global: contra un patriarcado neoliberal (2003) Editorial Icaria
- Matria: el horizonte de lo posible (2006) Editorial Siglo XXI
- La diferencia creadora: Itinerario vital de las vanguardias (2014) Institució Alfons el Magnànim
- Devenir Nómade. Movimientos sociales y feminismos, pp. 57-90. en Sin género de dudas. Logros y desafíos del feminismo hoy (2015) de Rosa María Rodríguez Magda, Editorial Biblioteca Nueva
- La barbarie patriarcal: de Mad Max al neoliberalismo salvaje (2019) Ménades Editorial
- Ser mujer: un rescate necesario (2022) Colección Fragmentos, Labrys Editorial prologado por Rosa María Rodríguez Magda. ISBN 978-84-122761-7-6[17]

## Documentales y series
- Tu también puedes elegir. - Madrid: Instituto de la Mujer, [198?]
- Casa de Juntas de Guernika. - Bilbao : [s.n.], D.L. 1982
- El caserío vasco. - Bilbao : [s.n.], D.L. 1982
- El mundo que viene. Serie de 13 capítulos 1992. Canal Sur wAsa